# Frank Damrosch

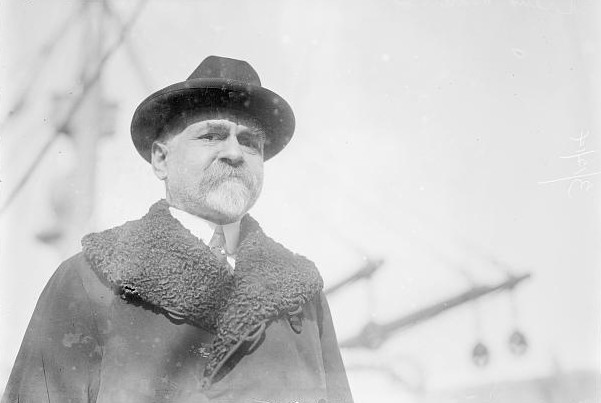
Frank Damrosch

Frank Heino Damrosch (* 22. Juni 1859 in Breslau; † 22. Oktober 1937 in New York) war ein deutsch-amerikanischer Dirigent und Musikerzieher.

## Leben
Damrosch kam mit seinem Vater, dem Dirigenten Leopold Damrosch 1871 in die USA. Er lebte einige Jahre in Denver/Colorado, wo er als Organist und Chordirigent wirkte, bevor er 1885 Chorleiter an der Metropolitan Opera in New York wurde. Er dirigierte auch andere Chöre der Stadt und gründete 1892 die People's Singing Classes (heute: People's Choral Union) und 1893 die Musical Art Society.
Von 1897 bis 1905 hatte er die Aufsicht über den Musikunterricht an den öffentlichen Schulen New Yorks, daneben dirigierte er von 1898 bis 1912 die Oratorio Society und die Symphony Concerts for Young People.
1905 gründete er mit James Loeb das New York Institute of Musical Art, das er bis 1933 leitete. Dieses wurde später Teil der Juilliard School of Music.
Auch seine Geschwister wurden als Musiker bekannt: sein Bruder Walter Damrosch ebenfalls als Dirigent, seine Schwester Clara Mannes als Mitbegründerin des Mannes College of Music.
Damroschs Tochter Helen  (1893–1976) nahm an dreizehn Expeditionen von William Beebe teil, heiratete 1923 den Ichthyologen John Tee-Van (1897–1967) und wurde eine bekannte Tiermalerin und Illustratorin.